# John Resig
John Resig, né le 8 mai 1984, est un développeur. Il est actuellement employé par la Khan Academy en tant que responsable du développement JavaScript. Il est notamment connu pour être à l'origine du projet jQuery qui est une bibliothèque JavaScript, dont le but est de simplifier des commandes communes de JavaScript. Il a aussi créé la bibliothèque de test QUnit et la bibliothèque Processing.js, un portage de Processing en Javascript.
Il est l'auteur des livres Pro JavaScript Technique et Secrets of the JavaScript Ninja.